# Всемирный Кубок чемпионов по волейболу среди женщин 2001
3-й розыгрыш Всемирного Кубка чемпионов по волейболу среди женщин прошёл с 13 по 18 ноября 2001 года в двух городах Японии с участием 6 национальных сборных команд. Обладателем Кубка стала сборная Китая.

## Команды-участницы
Япония — команда страны-организатора;
Россия — чемпион Европы 2001;
Китай — чемпион Азии 2001;
США — чемпион Северной, Центральной Америки и Карибского бассейна 2001;
Бразилия — чемпион Южной Америки 2001;
Южная Корея — по приглашению организаторов турнира.

## Система проведения
6 команд-участниц розыгрыша Всемирного Кубка чемпионов провели однокруговой турнир, по результатам которого определены итоговые места.

## Результаты
| М | Команда     | 1   | 2   | 3   | 4   | 5   | 6   | И | В | П | С/П  | О  |
| - | ----------- | --- | --- | --- | --- | --- | --- | - | - | - | ---- | -- |
| 1 | Китай       |     | 3:1 | 3:0 | 3:1 | 3:1 | 3:0 | 5 | 5 | 0 | 15:3 | 10 |
| 2 | Россия      | 1:3 |     | 3:0 | 3:2 | 1:3 | 3:0 | 5 | 3 | 2 | 11:8 | 8  |
| 3 | Япония      | 0:3 | 0:3 |     | 3:0 | 3:1 | 3:1 | 5 | 3 | 2 | 9:8  | 8  |
| 4 | Бразилия    | 1:3 | 2:3 | 0:3 |     | 3:2 | 3:0 | 5 | 2 | 3 | 9:11 | 7  |
| 5 | США         | 1:3 | 3:1 | 1:3 | 2:3 |     | 1:3 | 5 | 1 | 4 | 8:13 | 6  |
| 6 | Южная Корея | 0:3 | 0:3 | 1:3 | 0:3 | 3:1 |     | 5 | 1 | 4 | 4:13 | 6  |

Сайтама
13 ноября
Китай — Россия 3:1 (33:35, 25:21, 25:19, 27:25); Южная Корея — США 3:1 (25:18, 25:21, 19:25, 25:23); Япония — Бразилия 3:0 (26:24, 25:20, 25:22).
14 ноября
Россия — Бразилия 3:2 (21:25, 25:20, 28:30, 25:16, 15:10); Китай — США 3:1 (25:20, 22:25, 25:22, 25:22); Япония — Южная Корея 3:1 (22:25, 25:18, 25:23, 25:19).
Фукуока
16 ноября
США — Россия 3:1 (18:25, 25:22, 25:20, 29:27); Китай — Япония 3:0 (25:21, 25:21, 25:21); Бразилия — Южная Корея 3:0 (25:21, 25:14, 25:15).
17 ноября
Россия — Япония 3:0 (25:17, 25:23, 25:13); Бразилия — США 3:2 (25:17, 21:25, 20:25, 25:22, 20:18); Китай — Южная Корея 3:0 (25:13, 25:15, 25:12).
18 ноября
Россия — Южная Корея 3:0 (25:14, 25:18, 25:14); Китай — Бразилия 3:1 (25:21, 25:17, 21:25, 25:23); Япония — США 3:1 (25:20, 24:26, 25:23, 25:18).

## Итоги

### Положение команд
| Китай          |
| Россия         |
| Япония         |
| 4. Бразилия    |
| 5. США         |
| 6. Южная Корея |

### Призёры
Китай: Чжан Цзин, Фэн Кунь, Ян Хао, Лю Яньань, Ли Шань, Чжоу Сухун, Чжао Жуйжуй, Чжан Юэхун, Чэнь Цзин, Сун Нина, Сюн Цзы, Линь Ханьин. Главный тренер — Чэнь Чжунхэ.
  Россия: Наталья Морозова, Анастасия Беликова, Елена Тюрина, Елена Година, Наталья Сафронова, Евгения Артамонова, Елизавета Тищенко, Екатерина Гамова, Татьяна Грачёва, Елена Плотникова, Анжела Гурьева, Ольга Чуканова. Главный тренер — Николай Карполь.
  Япония: Минако Онуки, Тикако Кумамаэ, Юка Сакураи, Синако Танака, Мэгуми Кавамура, Ёсиэ Такэсита, Канако Найто, Миюки Такахаси, Макико Хораи, Сатико Сугияма, Икуми Нисибори, Ай Отомо. Главный тренер — Масахиро Ёсикава.

### Индивидуальные призы
MVP:  Ян Хао
Лучшая нападающая:  Елизавета Тищенко
Лучшая блокирующая:  Екатерина Гамова
Лучшая на подаче:  Миюки Такахаси
Лучшая в защите:  Стэси Сикора
Лучшая связующая:  Татьяна Грачёва
Лучшая на приёме:  Вирна Диас
Самая результативная:  Екатерина Гамова